# Vijñāna
Vijnana (Devanagari विज्ञान, IAST: vijñāna) is het bewustzijn. 
In veel vroege Upanishads betekent het analytische kennis of filosofie. Het is de actie van het onderscheiden of onderscheid maken en het aldus verstaan, herkennen, begrijpen. Vijnana wijst ook naar de faculteit zelf van het juist oordeelsvermogen.
De term wordt ook voor het kenvermogen als geheel gebruikt, het verstand en komt dan overeen met de term manas. Het blijft in die zin onderscheiden van het bewustzijn.
Vijnana verwijst naar wereldlijke of profane kennis. Zij is in die zin tegengesteld aan jñāna, die de kennis van het zelf betekent.
In het Boeddhisme is vijnana het denkvermogen, een van de vijf khandhas of constituerende elementen. Het is er ook een van de zes dhatus en een van de twaalf schakels in de ketting van oorzaak en gevolg.

## Verder lezen
- Kalupahana, David J. (1992), A history of Buddhist philosophy. Delhi: Motilal Banarsidass Publishers Private Limited